# 蝶矢梅酒
蝶矢梅酒株式会社（チョーヤうめしゅ、Choya Umeshu Co.,Ltd.）总公司位於大阪府羽曳野市，是從事以梅酒為主的果實酒製造及銷售的企業。自2014年起，該公司產品在臺灣的代理權由黑松 (公司)取得。

## 概要
蝶矢梅酒成立於1914年，最初是以種植葡萄等水果為主，後來於1924年，成立釀酒廠，把自家種植的葡萄等植物釀成葡萄酒、白蘭地。後來到了1959年，公司改以制造梅酒为主。
「蝶矢梅酒」生产的全部商品100%使用日本国内的青梅，不加任何添加剂。另外还生产在店面可以常见到的木梨酒和朝鲜人参酒。
公司叫「蝶矢」的原因是在公司地址羽曳野市駒ヶ谷周边二上山、葛城山、金刚山上生息着大量的叫做岐阜蝶的蝴蝶，另外还有古代从二上山上採下的石头用于制作箭和石刀的历史传说。
2000年在梅酒制造40年之际，公司名称改为「蝶矢梅酒株式会社」并使用至今。

## 主要商品
- 「蝶矢纪州梅酒」
- 「苏打梅酒」
- 「不醉苏打梅酒」
- 「蝶矢爽口梅酒」
- 「蝶矢卓越梅酒」（世界选拔赛最高金奖受奖）[2]
- 「蝶矢融合黒糖梅酒」（世界选拔赛金奖受奖）[3]

## 工厂
- 大阪第一工厂（大阪府羽曳野市）
- 大阪第二工厂（大阪府羽曳野市）
- 纪州工厂（和歌山县田边市）
- 伊贺上野工厂（三重县伊贺市）

## 沿革
- 1914年－葡萄果实栽培开始
- 1924年－金铜住太郎开始酿造销售生葡萄酒
- 1949年－白兰地的制造和销售开始
- 1951年－甜味果实酒的制造和销售开始
- 1959年－利口酒（梅酒）的制造和销售开始
- 1962年－公司实行股份制，并成立蝶矢洋酒株式会社
- 1968年－药草酒制造和销售开始
- 1973年－药用酒（医药品）的制造和销售开始
- 2000年－公司名称改为蝶矢梅酒株式会社
- 2009年－化妆品商品「CHOYA普拉纳斯」限定在网络购买并开始销售
- 2010年－同年9月开始从销售商品进行品牌标识变更，同年12月开始在广告「蝶矢梅酒　纪州」和「梅子微微」的电视广告片中将标识更改并将标识改在广告开头移动。

## 富士电视台的骚动和蝶矢
详细请参照2011年富士电视台的骚动记事
2011年7月到9月富士电视台在『星期四剧场』放映的电视剧当中含有侮辱日本的小道具的情节出现，于是網友对富士电视台和节目赞助商进行了抗议活动。由于本来在节目中放映的CHOYA电视广告在9月15日停止了放映，網友称赞说CHOYA减少赞助并立即采取行动的做法。在这次骚动的通信采访时CHOYA提出按照现在电视广播和广告的做法将集中在二个频道为中心做广告，这个提法由于得到了網友蜂拥而至的支持而造成蝶矢庵对外网站一时无法连接的现象。

## 赞助商节目（包括过去提供过的）
现在节目提供中的广告主要是30秒钟的。
- 「星期二悬念剧场」「特别的人情」（日本电视台，1981年以后）
- 「电视剧30」（中部日本广播、每日广播、TBS，1992年以后）
- 「智力测试龙里先生」（每日广播、TBS系，1984）
- 「FNN超级时代」（富士电视台，1989-1994年）
- 「新伍的任性百科」（每日广播、TBS系，1993年）
- 「醒来！」（读卖电视台、日本电视台系，时期不明）
- 「城市商业区DX」（读卖电视台、日本电视台系，时期不明、1996-1997间？）
- 「星期六宽松剧场」（电视台朝日、朝日广播（1993年10月-2003年、2010年至今）
- 「关口宏的东京朋友公园」（TBS，1994年-1998年）
- 「星期二悬念剧场」（富士电视台，1995-1997年）
- 「美术画板智力测试挑战25」（朝日广播、电视朝日，1997年开始3个月间）
- 「JNN新闻的森林」（TBS，1993年-2000年）
- 「欢迎新婚者！」（朝日广播、电视朝日，2005年10月-12月、2006年4月-2010年9月提供的版本是「梅酒制造的先驱者-蝶矢梅酒」）
- 「性感之音」（日本电视台）
- 「太阳电视包厢席」（太阳电视台）
- 「星期天计划」（电视台朝日、朝日广播共同制作）
- 「人气法律商谈所」（日本电视台，现在提供中）
- 「报道2001」（富士电视台）
- 「跳舞！秋刀鱼殿下！！」（现在提供中）
- 「流放的魂」（每日广播、TBS共同制作）
- 「特别收集！文艺警察」（TBS）
- 「我的悠闲时间」（日本电视台、仅提供一社，现在提供中）
- 「超级武士」（富士电视台）
- 「星期天大特写」（电视台东京）
- 「德光和夫的情报烈酒」（电视台东京）
- 「各种各样的断崖」（电视台东京）

## 其他
80年代主要在大阪电视台全国联播节目中播出赞助商广告，而现在较多地在东京电视台的节目中播出广告。另外，在静冈县、冈山县、香川县的电视台较多地播放简短商品广告。还有从2011年2月份开始所提供的自动式幻灯机片将「蝶矢CHOYA梅酒」改为「CHOYA」播出。

## 代言人

### 现在
- 仓科カナ（梅子微微）
- 宫崎あおい（苏打梅酒）
- 北乃きい（不醉苏打梅酒）
- マイコ（爽口梅酒）
- 高畑淳子（纪州、苏打梅酒）
- 永田沙纪、山崎好美（黑糖梅酒）
- 滝裕可里（苏打梅酒啫喱）2009年开始
- 铃木杏（苏打梅酒）

### 过去
- 金田正一（蝶矢梅酒プラQ）
- 黑木瞳（梅酒纪州）
- 黑谷友香（爽口梅酒）
- 高桥惠子（苏打梅酒，梅酒纪州）
- 工藤夕贵（苏打梅酒）
- 铃木蘭蘭（苏打梅酒）
- 水野真纪（苏打梅酒）
- 菅野美穗（苏打梅酒）
- 山口あゆみ（苏打梅酒）
- 绀野まひる（发酵梅酒）
- 松本明子（梅酒纪州）
- 渡边满里奈（梅酒纪州）
- 久远さやか（蜂蜜梅酒）
- 中岛知沙（蜂蜜梅酒）
- 藤田朋子（1009年前半、办公室小姐流行喝梅酒）
- 大路惠美（梅果好）
- 羽谷直子（原朝日广播女播音员、学生时代开始出演）
- 伊东美咲（爽口梅酒）
- 古内真央、古屋绘里加（苏打梅酒啫喱）2009年播出、和滝裕可里共同出演
- 村井国夫、音无美纪子、村井麻友美（纪州）

## 外部連結
- チョーヤ梅酒 （页面存档备份，存于）
- 蝶矢梅酒的X（前Twitter）
- 蝶矢梅酒的Facebook專頁
- 蝶矢梅酒的Instagram帳戶
- YouTube上的蝶矢梅酒頻道